# スリーティアーズ
スリーティアーズ（three-tiers）は、アフタヌーンティー専門のティーサロン。2019年7月に東京都目黒区にオープン、2023年7月に東京都中央区京橋に移転。オーナーは2004年にイギリス情報誌『英国特集』を創刊（のちに『RSVP』に変更）し、14年間編集長を務めた新宅久起。

## 概要
1937年（昭和12年）に建築され、国の登録有形文化財に登録されている洋館「旧砂堀医院」の建物を利用している。
茶葉を多く取り揃えており、日本紅茶協会認定のティーインストラクターが淹れて提供している。カップやティーポット、シュガーボウル、ミルクジャグなどのティーセット、カトラリーに至るまで伝統的なイギリスらしさを取り入れたものを選んでいる。紅茶とフードペアリングさせるサンドイッチ、スコーン、ペイストリーもイギリス式に則り提供している（店名に用いられている「スリーティアーズ」とは、前述の紅茶と共に提供する軽食を載せるためのケーキスタンド（もしくはティースタンドと呼ばれるもの）のことである）。
シェフは一ノ木理恵。アメリカの高校、大学（USC）を卒業。帰国後にパン・ケーキの講師を務める、最初のイギリス滞在中にはクロイドンカレツジでNVQ3のクラフトペーカリーコースを終了し、地元のベーカリーに勤務。帰国後製菓衛生師の免許を取得。2度目の滞在ではル・コルドンブルーロンドン校でパティスリーのディプロマを取得。五つ星ホテルClaridge'sで修行。帰国後は日本のホテルのペストリーキッチンやパティスリーに勤務。2019年の7月、オープン直後のスリーティアーズの厨房に入る。同店の現エグゼクティブペストリーシェフ。